# Ћелатор
Ћелатор је термин којим су, у средњовековној Србији, означавани сиромашни сељаци којима је на манастирским властелинствима било поверено старање о ситној стоци и прерада вуне.
На поседима манастира Бањске меропсима је било забрањено да се без игумановог знања жене влахињама и да прелазе у влахе. Од влаха војника ћелатори су се разликовали по томе што их је било више и што су били сиромашнији, али им је део обавеза био једнак. И једни и други су учествовали у транспортној служби, преносили су сир с планине до манастирског газдинства, затим по товар жита, вина, соли и других потреба, а пратили су и игумана кад је ишао на пут. Пошто манастиру нису могли да дају готове производе, ћелатори су прерађивали црквену вуну и од ње ткали вунене покриваче и клашње, и то сваки од њих по једну поставу. Ако би прерадили више од тога, готове производе су делили напола. На Бањском властелинству власи ћелатори су чували и напасали овце и стригли вуну, а у зла времена заједно с онима из категорије војника одлазили су код оваца.